# صیقل‌ده
صیقل‌ده، روستایی از توابع بخش کیاشهر شهرستان آستانه اشرفیه در استان گیلان ایران است.

## جمعیت
این روستا در دهستان دهگاه قرار دارد و براساس سرشماری مرکز آمار ایران در سال ۱۳۸۵، جمعیت آن ۲۰۱ نفر (۶۲خانوار) بوده‌است.